# Rhynchocyon udzungwensis
Rhynchocyon udzungwensis är ett afrikanskt däggdjur som tillhör släktet snabelhundar. Det lever i skogar i Tanzania, där det upptäcktes på en film 2005, och studerades senare. Det är ett av de senast upptäckta däggdjuren.

## Kännetecken
Djuret har ungefär samma storlek som en mindre katt. Liksom alla andra snabelhundar kännetecknas arten av en långdragen nos som påminner om en snabel. Djuret har långa smala extremiteter och de bakre är längre än de främre. Snabelns spets saknar hår och är svart, resten av snabeln samt ansiktet har en grå färg. Bröstet och främre halsen är ljusgul, sidorna är rödbruna, ryggen är mörkbrun och de bakre kroppsdelarna är svarta. Med en vikt upp till 700 gram är arten 25 till 50 % tyngre än de andra snabelhundarna. Kroppslängden ligger vid 55 centimeter.

## Utbredning
Djuret är hittills bara känt från i Rungwebergen och i Udzungwabergens nationalpark i Tanzania. Det finns två skilda populationer som tillsammans har ett 300 km² stort utbredningsområde. Habitatet utgörs av bergstrakter med skog mellan 1 000 och 2 300 meter över havet.

## Levnadssätt
Enligt iakttagelser är arten aktiv på dagen. För natten bygger den på marken bon av växtdelar som vanligen ligger bredvid träd.

## Upptäckten
Djuret fotograferades 2005 för första gången med automatiska kameror och ett år senare föreslogs lista den som självständig art. Den förste vetenskapliga beskrivningen skrevs i februari 2008 av Francesco Rovero et al.